# Fort Cavagnial
 (novembre 2023).
Si vous disposez d'ouvrages ou d'articles de référence ou si vous connaissez des sites web de qualité traitant du thème abordé ici, merci de compléter l'article en donnant les références utiles à sa vérifiabilité et en les liant à la section « Notes et références ».
Fort Cavagnial fut un fort français construit au XVIIIe siècle en Nouvelle-France.
Dès 1724, l'explorateur Étienne de Veniard, sieur de Bourgmont arpentait les territoires le long du Missouri et prit contact avec les Amérindiens de la Nation Sioux et des tribus Kansas.
Le 8 août 1744, le trappeur et négociant français Joseph Deruisseau fait édifier un poste de traite fortifié au confluent des rivières Missouri et Kansas dont le lieu exact de l'emplacement est incertain, mais qui se trouve néanmoins dans le périmètre où se développa plus tard la ville de Kansas City.
Le fort fut baptisé Cavagnial en l'honneur du gouverneur de la Louisiane française Pierre de Rigaud de Vaudreuil de Cavagnial.
Le fort Cavagnial fut dirigé par le commandant François Coulon de Villiers
La France abandonna le fort après avoir cédé le territoire de la Louisiane à l'Espagne à la fin de la Guerre de la Conquête. L'Expédition Lewis et Clark visita les ruines du fort français le 2 juillet 1804 ("des restes de cheminées et le dessin général des fortifications"). William Clark pense que les occupants du fort ont été anéantis par les Indiens, ce qui est probablement faux. La description qu'il en fit laisse penser que le site se situait à environ cinq kilomètres au nord de l'actuel Fort Leavenworth, en face de Weston.